# Halbinsel Reppin, Schwerin-Mueß
Halbinsel Reppin, Schwerin-Mueß este o arie protejată (arie specială de conservare — SAC, sit de importanță comunitară — SCI) din Germania întinsă pe o suprafață de 12 ha, integral pe uscat.

## Localizare
Centrul sitului Halbinsel Reppin, Schwerin-Mueß este situat la coordonatele 53°36′13″N 11°29′16″E / 53.6036°N 11.4878°E.

## Înființare
Situl Halbinsel Reppin, Schwerin-Mueß a fost declarat sit de importanță comunitară în aprilie 2004 pentru a proteja 1 specie de animale. Situl a fost protejat și ca arie specială de conservare în august 2016.

## Biodiversitate
Situată în ecoregiunea continentală, aria protejată conține 3 habitate naturale: Ape puternic oligomezotrofe cu vegetație bentonică cu Chara spp., Lacuri eutrofice naturale cu vegetație de tip Magnopotamion sau Hydrocharition, Păduri de fag Asperulo-Fagetum.
La baza desemnării sitului se află o specie protejată de  nevertebrate: Osmoderma eremita